# Храм Всех Святых (Архангельск)
Церковь Всех Святых город Архангельск — храм Архангельской епархии Русской православной церкви. Расположен в Архангельске, на ул. Суворова, 37. 

## История

### Дореволюционная
Строительство нынешней церкви Всех Святых началось в 1839 году на средства купца Андрея Федоровича Долгошеина. После его смерти наследство перешло к Александре Кочуровой, а её брат, купец Алексей Иванович Цыварев, согласно завещанию, построил дом. каменная церковь в честь Андрея Критского и Всех Святых.
В 1840 году было выделено место, а 17 октября епископ Архангельский и Холмогорский Георгий (Ящуржинский) заложил фундамент церкви. Строительство началось в 1840 году.
Храм Всех Святых расположен на Кузнечевском (Вологодском) кладбище, одном из старейших в Архангельске.
На Вологодском кладбище построены три церкви: в честь усекновения главы Иоанна Предтечи (1778 г.) и Симеона Богоприимца (1786 г.). Эти две церкви не сохранились до наших дней. Сохранилась только одноэтажная церковь Всех Святых.
17 октября 1843 года епископ Архангельский и Холмогорский Георгий (Яшуржинский) освятил церковь. Церковь Всех Святых построена в формах позднего классицизма, характерных для многих храмов того времени. Каменная церковь с куполом имела трёхъярусный иконостас и резные царские врата XVIII века. Колокольня храма построена по проекту Соловецкого монастыря: её венчает шпиль, у подножия которого находился большой маяк-фонарь. Весь храм состоял из прямоугольников и представлял собой симметричную архитектурную композицию.
Храмостроительство в XIX веке в Архангельске осуществлялось в основном на средства купцов.
2 июля 1937 г. состоялось заседание ЦК Коммунистической партии всего Союза (б) (ЦК КПСС), на котором был поставлен вопрос «Об антисоветских элементах». считается. В решении отмечалось, что "большинство бывших кулаков и преступников, высылаемых одновременно из разных регионов в северные и сибирские регионы, а затем, по окончании срока выселения, главными зачинщиками являются те, кто вернулся в свои регионы разного рода антисоветских преступлений и саботажа … … в 1930—1950 годах лагеря ГУЛАГ были разбросаны по стране.
В 1927 году храм Всех Святых закрыли и переоборудовали под склад. В 1937 году здесь располагался пересыльный пункт НКВД ГУЛАГ. В книге А. И. Солжиницына «Архипелаг ГУЛАГ» описан трагический инцидент, произошедший в Архангельске на транзитном пункте. Восьмиэтажные койки отломились под тяжестью людей и раздавили множество людей. Их наспех похоронили здесь, на Вологодском кладбище. Во время Великой Отечественной войны храм использовался как усыпальница.
После войны, в 1946 году, храм был возвращён епархии. В то время здание уже лежало в руинах: снесли купол и колокольню, разобрали полы и печи, замуровали окна, повредили штукатурку, уничтожили росписи и украшения. Первым настоятелем после ремонта храма был назван игумен Серафим (Шинкарев). Был образован приходской совет. Началась реставрация храма. За 10 дней прихожане выполнили все первоначальные реставрационные работы: установили престол и жертвенник на алтаре, сделали оконные проёмы и рамы, поставили временный иконостас, сложили печи, повесили иконы, подготовили храм к освящению.
1 ноября 1946 года Преосвященный Леонтий в сопровождении духовенства в присутствии большого количества людей освятил храм.

### Послереволюционная
В храм вернули из Свято-Ильинского кафедрального собора почитаемые иконы: Божией Матери Тихвинская, «Всех скорбящих Радость» и икону Николая Чудотворца. Эти образа находятся в церкви и сейчас. Интересно то, что иконостас в первое время после открытия храма состоял из маленьких образков, пожертвованных верующими архангелогородцами. Эти иконки до сих пор хранятся здесь. 1 ноября 1946 года епископ Архангельский и Холмогорский Леонтий освятил храм. В течение нескольких лет церковь продолжали ремонтировать и благоустраивать.

### Современная
В 2008 году была восстановлена колокольня в первоначальном виде.
Иконостас Храма Всех Святых был выполнен по проекту священника отца Владимира Жохова, и иконописцы Троице-Сергиевой Лавры Москвы писали для него иконы. В настоящее время внутри храма, помимо главной часовни, находятся поминальная часовня, трапезная, просфора и другие подсобные помещения.
В 2001 году храм Всех Святых отмечал 55-летие со дня своего восстановления.
При Храме Всех Святых действует воскресная школа для детей прихожан. Долгое время в храме проводились занятия. Дети изучали Закон Божий, готовили концерты к Рождеству и Пасхе. В 2008 году для воскресной школы было построено отдельное здание.

## Духовенство
- Настоятель храма — Протоиерей Петр Мушкет
- Иерей Алексей Савушкин
- Иерей Александр Демчишин
- Иерей Дмитрий Нецветаев[6]